# Grzegorz Szymański (elektronik)
Grzegorz Szymański (ur. 12 kwietnia 1975 w Łodzi, zm. 6 marca 2023 w Łodzi) – polski elektronik, profesor Politechniki Łódzkiej.

## Życiorys
W 2001 r. ukończył studia na Politechnice Łódzkiej na kierunku Elektronika i telekomunikacja.
W tejże uczelni na Wydziale Elektrotechniki i Elektroniki w 2005 r. uzyskał stopień naukowy doktora nauk technicznych w dyscyplinie Elektronika (specjalizując się w elektronice przemysłowej) na podstawie rozprawy nt. „Teoria i zastosowanie predyktorów adaptacyjnych do komputerowego przetwarzania mowy i tekstu”.
W 2016 r. na Wydziale Zarządzania Politechniki Częstochowskiej uzyskał stopnień naukowy doktora habilitowanego w dziedzinie nauk ekonomicznych, w dyscyplinie nauk o zarządzaniu (specjalizując się w zagadnieniach: zarządzanie, innowacje, handel i marketing, handel elektroniczny) na podstawie rozprawy „Innowacje marketingowe w sektorze e-commerce”.
Od roku 2006 był zawodowo związany z Wydziałem Organizacji i Zarządzania Politechniki Łódzkiej.
Dydaktyk, organizator i popularyzator nauki.
Prywatnie: żona –  Joanna Szymańska, córka – Edyta Szymańska

## Stanowiska
- asystent – Politechnika Łódzka; Wydział Elektrotechniki
- adiunkt, a następnie profesor uczelni – Politechnika Łódzka; Wydział Organizacji i Zarządzania

## Członkostwa
- Członek Rady Dyscypliny – Nauki o Zarządzaniu i Jakości w Politechnice Łódzkiej.

## Nagrody, wyróżnienia, odznaczenia
- Srebrny Medal za Długoletnią Służbę.
- Medal Komisji Edukacji Narodowej.

## Działalność pozanaukowa
- Cykliczne akcje promujące PŁ i Wydział w szkołach średnich.
- Filmy promocyjne w cyklach: Nauka Movie  i Wiedzą co mówią.

## Publikacje
- Czajkowski, T., Szymański, G., (2020), Analysis of the ROPO effect amongst men in the clothing industry in Poland, Fibres and Textiles in Eastern Europe, 28 (3), pp. 8-11.
- Szymanski, G., Lipinski, P. (2018) Model of the effectiveness of Google Adwords advertising activities, International Scientific and Technical Conference on Computer Sciences and Information Technologies, 2, pp. 98-101.
- Szymański G., (2013), Innowacje marketingowe w sektorze e-commerce, Wydawnictwo Politechniki Łódzkiej, ISBN: 978-83-7283-521-7.
- Szymański, G., (2021), Marketing activities of local food producers in e-commerce, Sustainability (Switzerland), 13 (16).
- Trębska J., Stanisławski R., Szymański G., (2018),  Open innovation w MSP i podmiotach ich otoczenia w kontekście rozwoju innowacyjnego, Wyd. Placet, ISBN 978-83-7488-196-8.